# Districtul Al Qubah
Al Qubah este un district în Libia. Numără 93.895 locuitori pe o suprafață de 14.722 km².